# غيل دي روكو
غيل دي روكو (بالفرنسية: Gilles De Rocco)‏ (7 مارس 1957 في ديجون) لاعب كرة قدم فرنسي معتزل كان يجيد اللعب في مركز حارس مرمى . ساهم في احتلال نادي ليون المركز الثاني في بطولة كأس فرنسا في موسم 1975-1976 .

## وصلات خارجية
- غيل دي روكو على موقع قاعدة بيانات كرة القدم.إي يو (الإنجليزية)
- غيل دي روكو على موقع عالم كرة القدم.نت (الإنجليزية)